# فرجينيا إيمرسون هوبكينز
فرجينيا إيمرسون هوبكينز (بالإنجليزية: Virginia Emerson Hopkins) هي قاضية ومحامية أمريكية، ولدت في 6 مايو 1952 في أننيستون في الولايات المتحدة.